# Фіалковський Захар Семенович
Захар Семенович Фіалковський (? — покінчив життя самогубством 1937, тепер Одеська область) — радянський діяч, голова виконавчого комітету Полтавської окружної ради.

## Життєпис
Член РКП(б) з 1919 року.
На 1925 рік — голова Харківської окружної планової комісії. Потім — на відповідальній роботі в Народному комісаріаті освіти Української СРР.
У 1926 — грудні 1928 року — голова виконавчого комітету Полтавської окружної ради.
4 грудня 1931 — 4 травня 1932 року — заступник народного комісара фінансів Української СРР.
До 1937 року — завідувач Одеського обласного відділу народної освіти.
У липні 1937 року покінчив життя самогубством біля села Свердлово Одеської області.